# NGC 6043
NGC 6043 és una galàxia lenticular la galàxia situada a uns 444 milions d'anys llum de distància a la constel·lació d'Hercules. NGC 6043 per l'astrònom Lewis Swift el 27 de juny de 1886. La galàxia és una membre del cúmul d'Hèrcules.